# Morville-sur-Seille
Morville-sur-Seille is een gemeente in het Franse departement Meurthe-et-Moselle (regio Grand Est) en telt 118 inwoners (2005). De plaats maakt deel uit van het arrondissement Nancy.

## Geografie
De oppervlakte van Morville-sur-Seille bedraagt 5,4 km², de bevolkingsdichtheid is 21,9 inwoners per km².
De onderstaande kaart toont de ligging van Morville-sur-Seille met de belangrijkste infrastructuur en aangrenzende gemeenten.

## Demografie
De figuur toont het verloop van het inwonertal (bron: INSEE-tellingen).